# 12557 Caracol
12557 Caracol este un asteroid din centura principală de asteroizi.

## Descriere
12557 Caracol este un asteroid din centura principală de asteroizi. A fost descoperit pe 27 august 1998 la Stația Anderson Mesa în cadrul programului LONEOS. El prezintă o orbită caracterizată de o semiaxă mare de 3,16 ua, o excentricitate de 0,00 și o înclinație de 4,8° în raport cu ecliptica.